# Kreuzweg zur Wallfahrtskapelle Liebfrauenbrunn

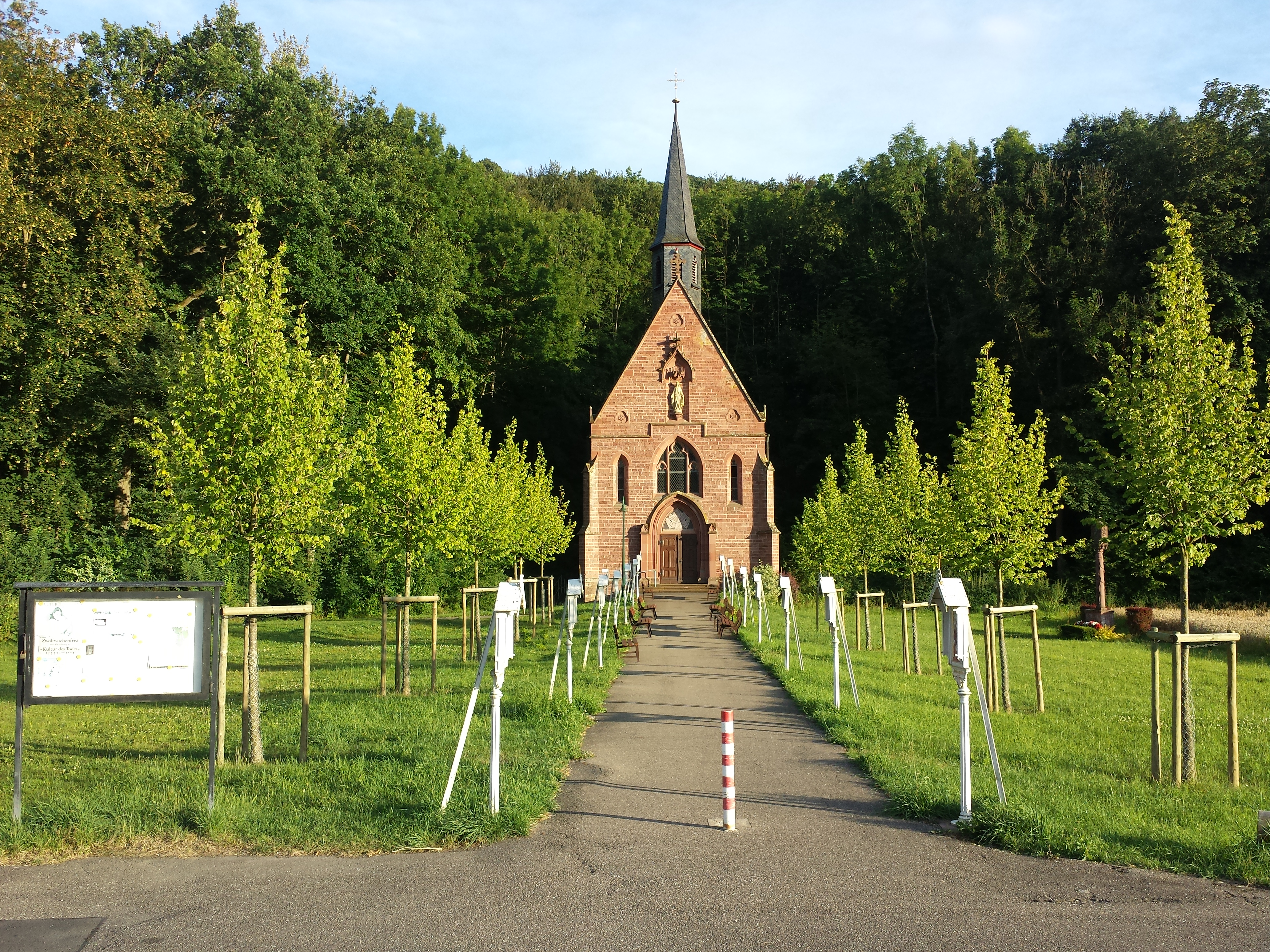
Kaiserlindenallee mit vierzehn Kreuzwegstationen zur Liebfrauenbrunnkapelle

Der Kreuzweg zur Wallfahrtskapelle Liebfrauenbrunn bei Werbach im Main-Tauber-Kreis in Baden-Württemberg befindet sich am Welzbachtalradweg zwischen der Gemeinde Werbach und deren Ortsteil Werbachhausen. Der genaue Urheber ist nicht bekannt. Die Kreuzwegstationen wurden von einer Firma aus dem Würzburger Raum gegossen, welche auch die Stationen des Schweinberger Kreuzweges (im Neckar-Odenwald-Kreis) sowie die Stationen des naheliegenden Impfinger Kreuzweges gegossen hat.

## Kreuzweg
Der Kreuzweg vor der Liebfrauenbrunnkapelle umfasst die folgenden 14 Stationen:

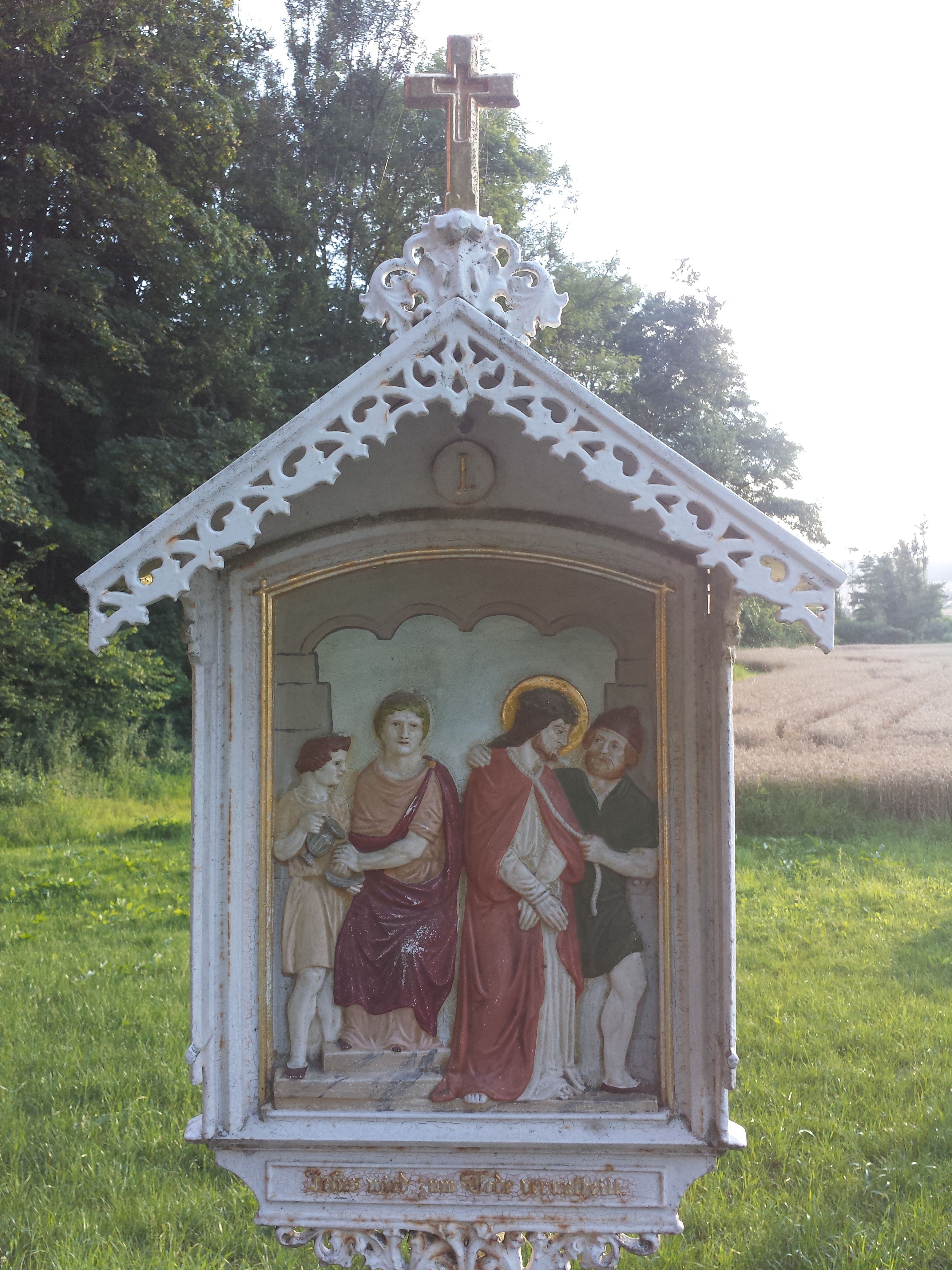
I. Jesus wird zum Tode verurteilt
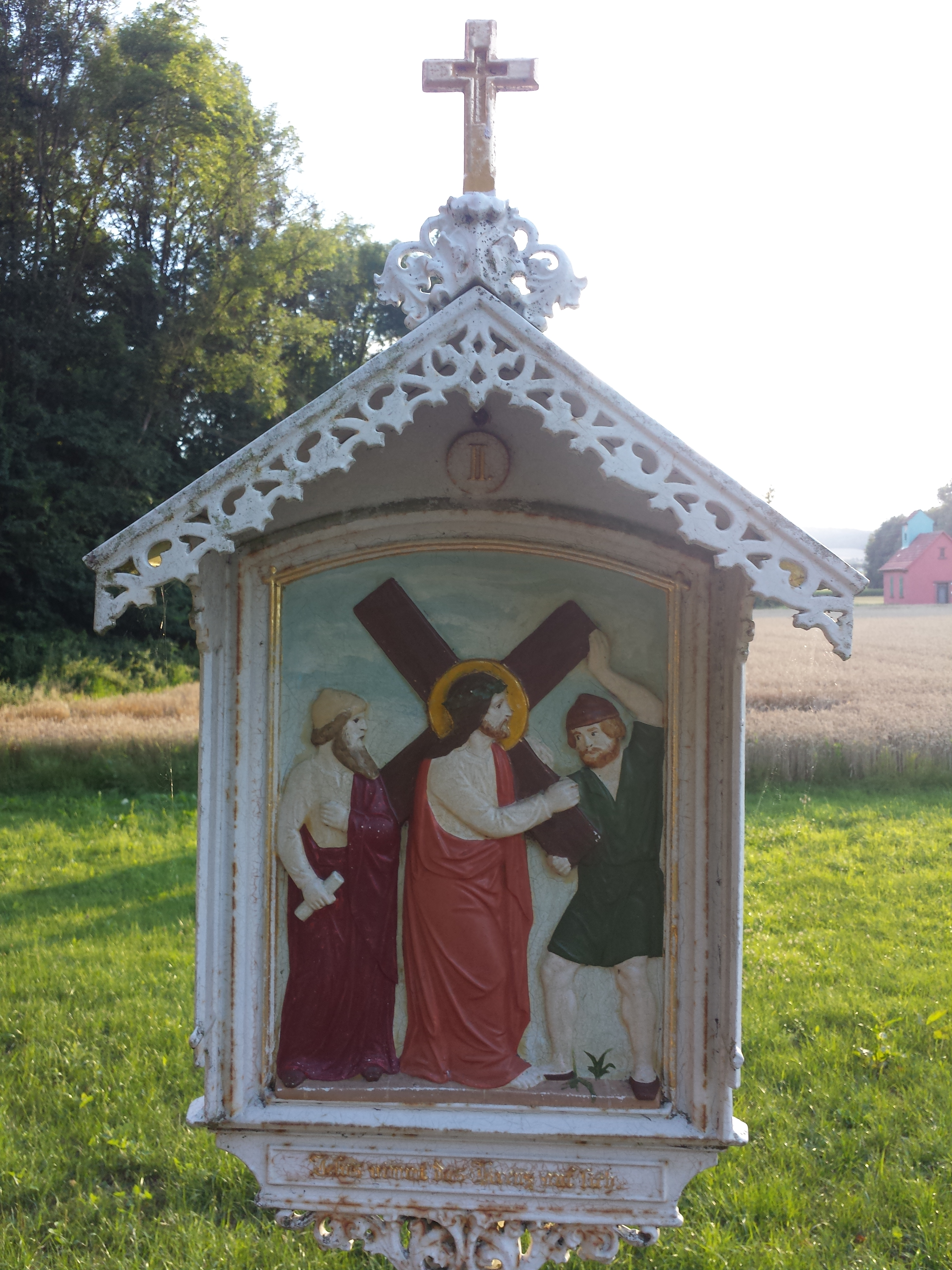
II. Jesus nimmt das Kreuz auf seine Schultern
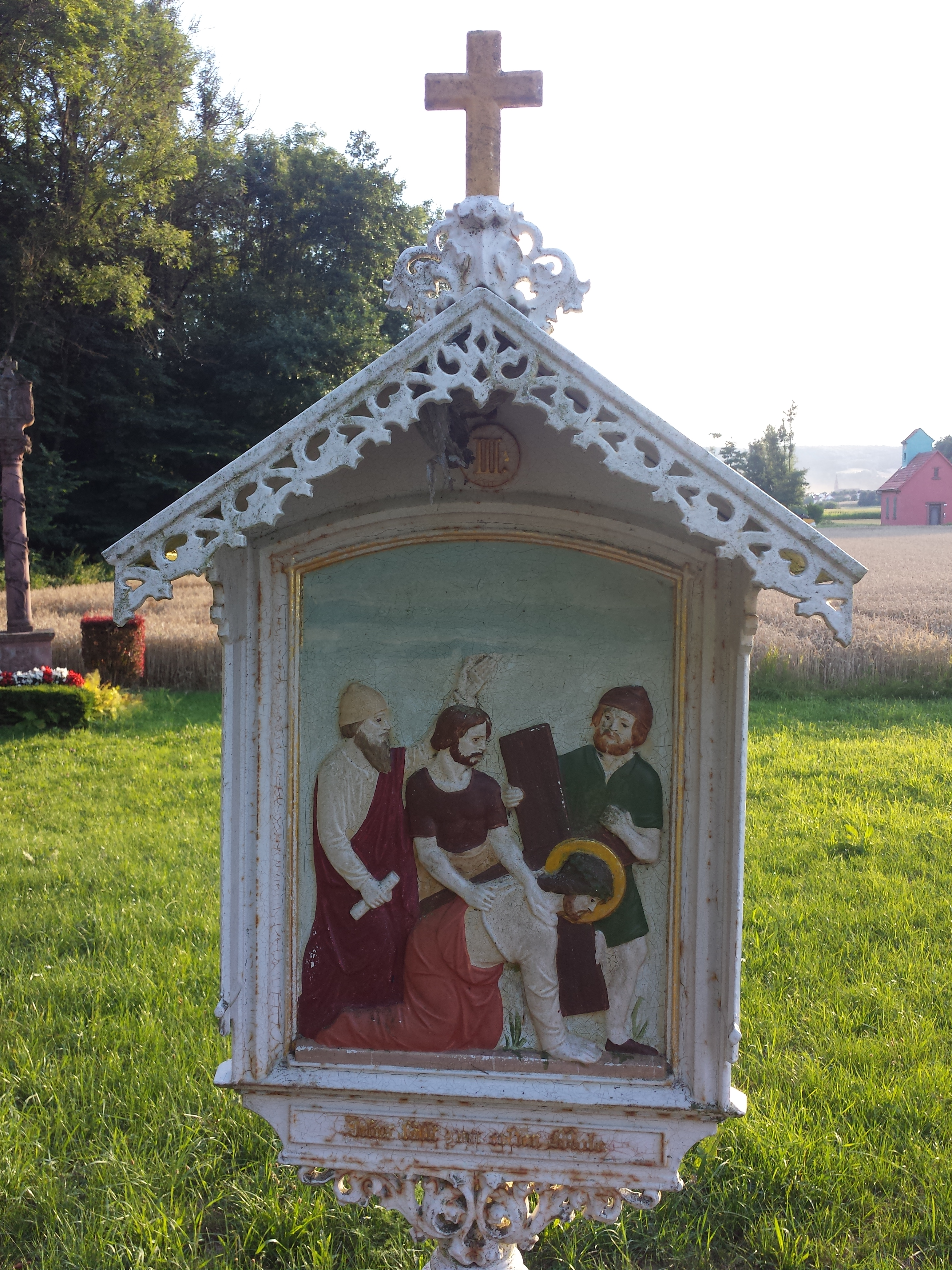
III. Jesus fällt zum ersten Male
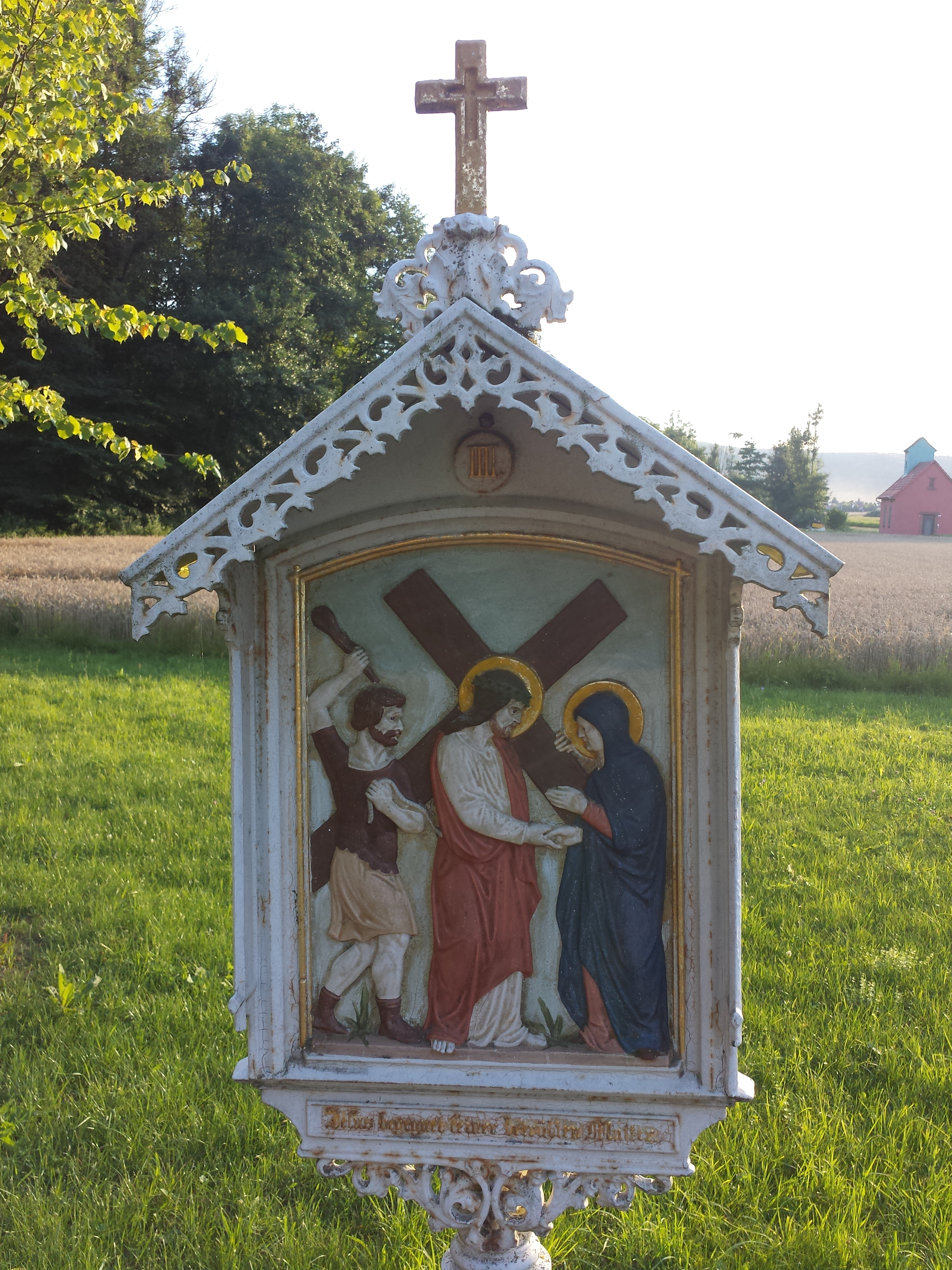
IV. Jesus begegnet seiner hl. Mutter
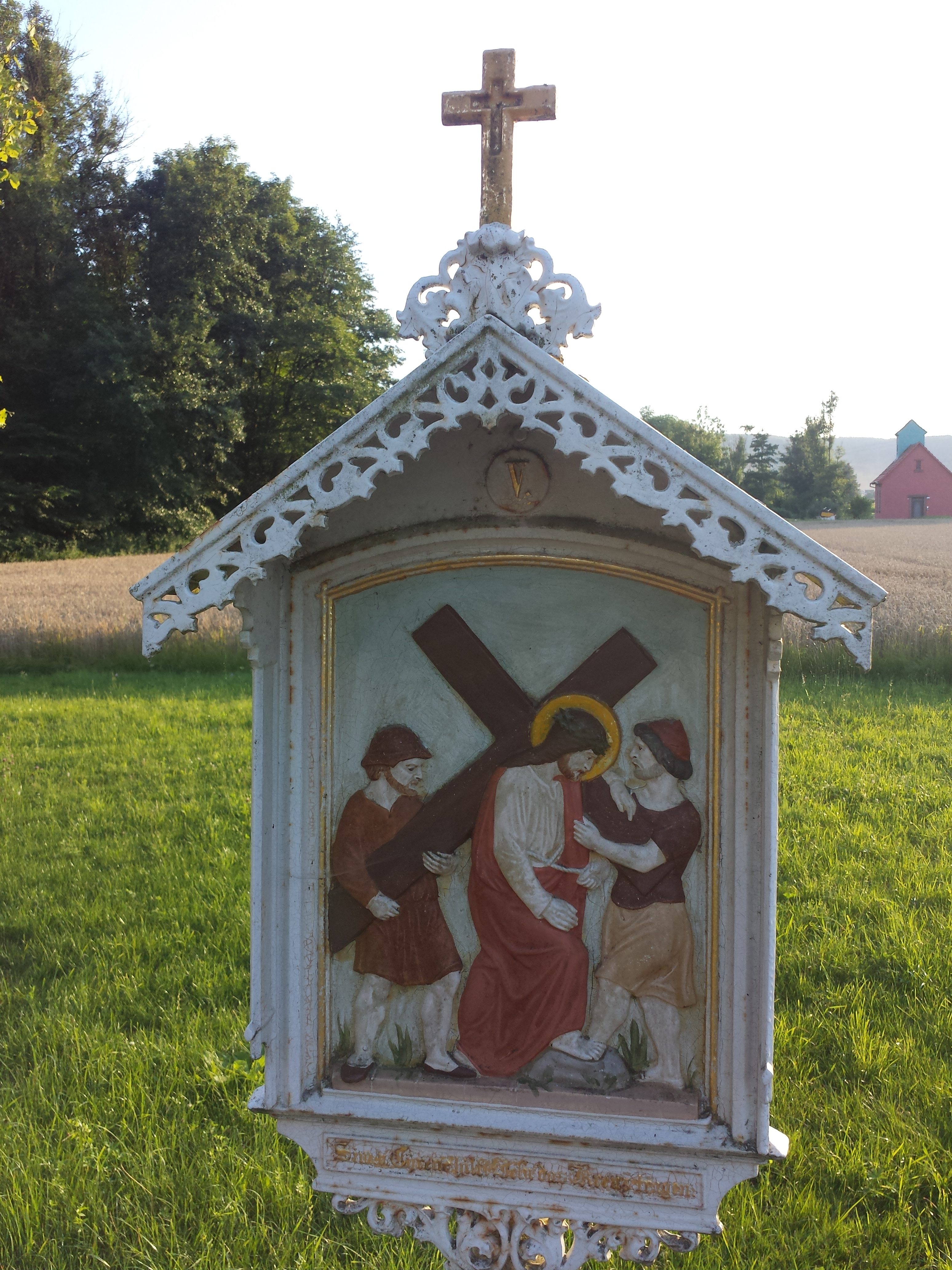
V. Simon von Cyrene hilft Jesus das Kreuz tragen
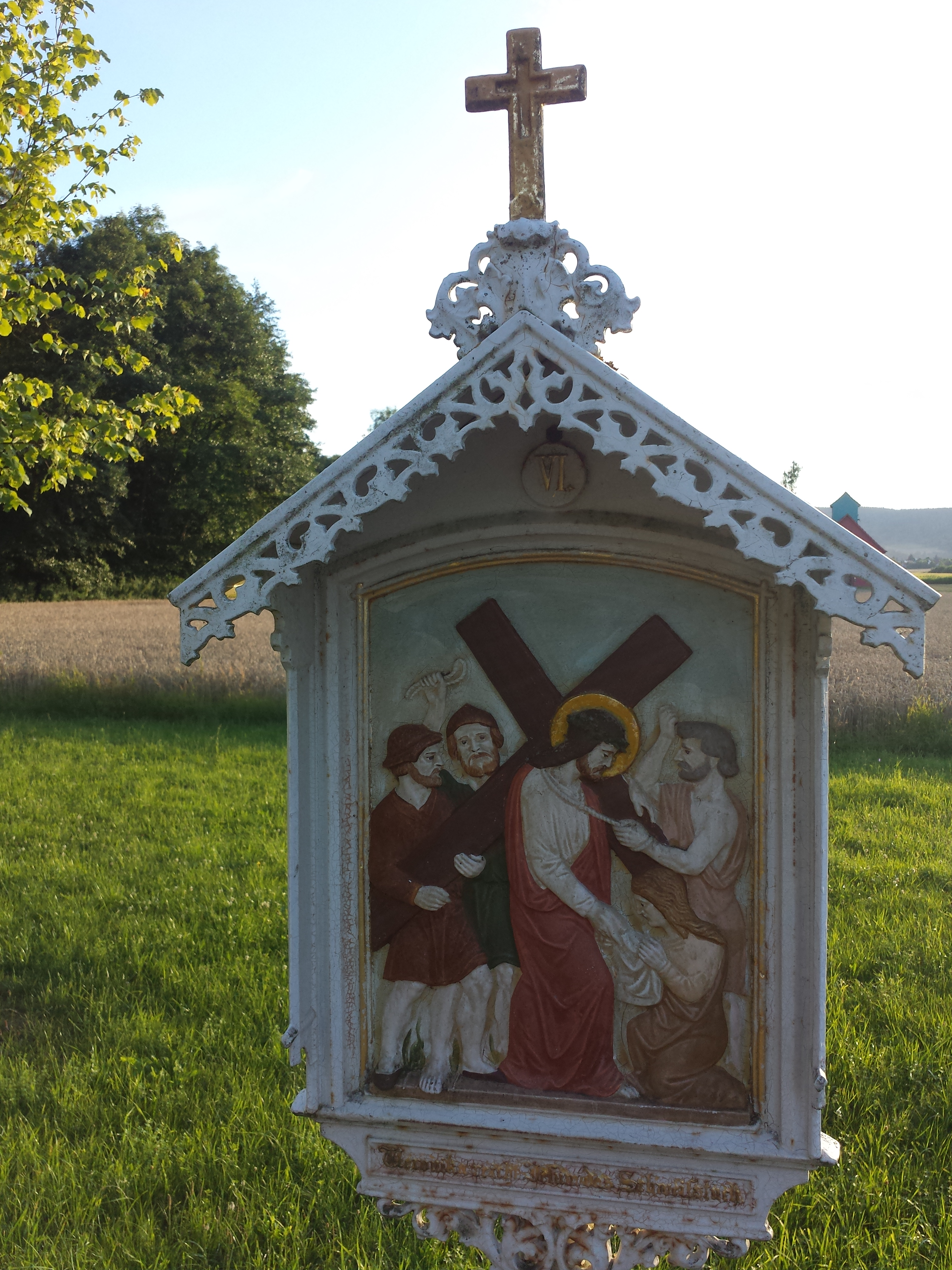
VI. Veronika reicht Jesus das Schweißtuch
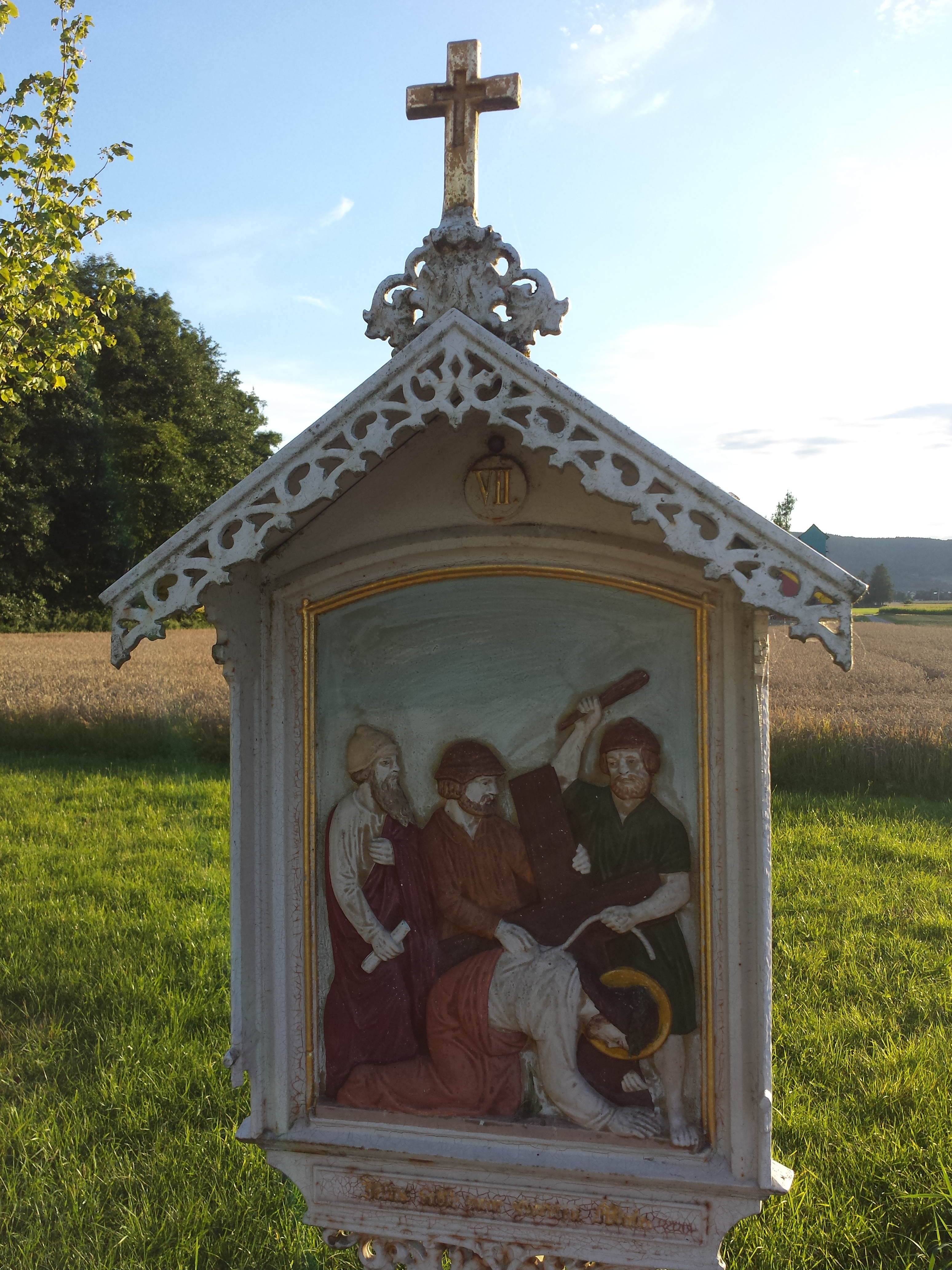
VII. Jesus fällt zum zweiten Male
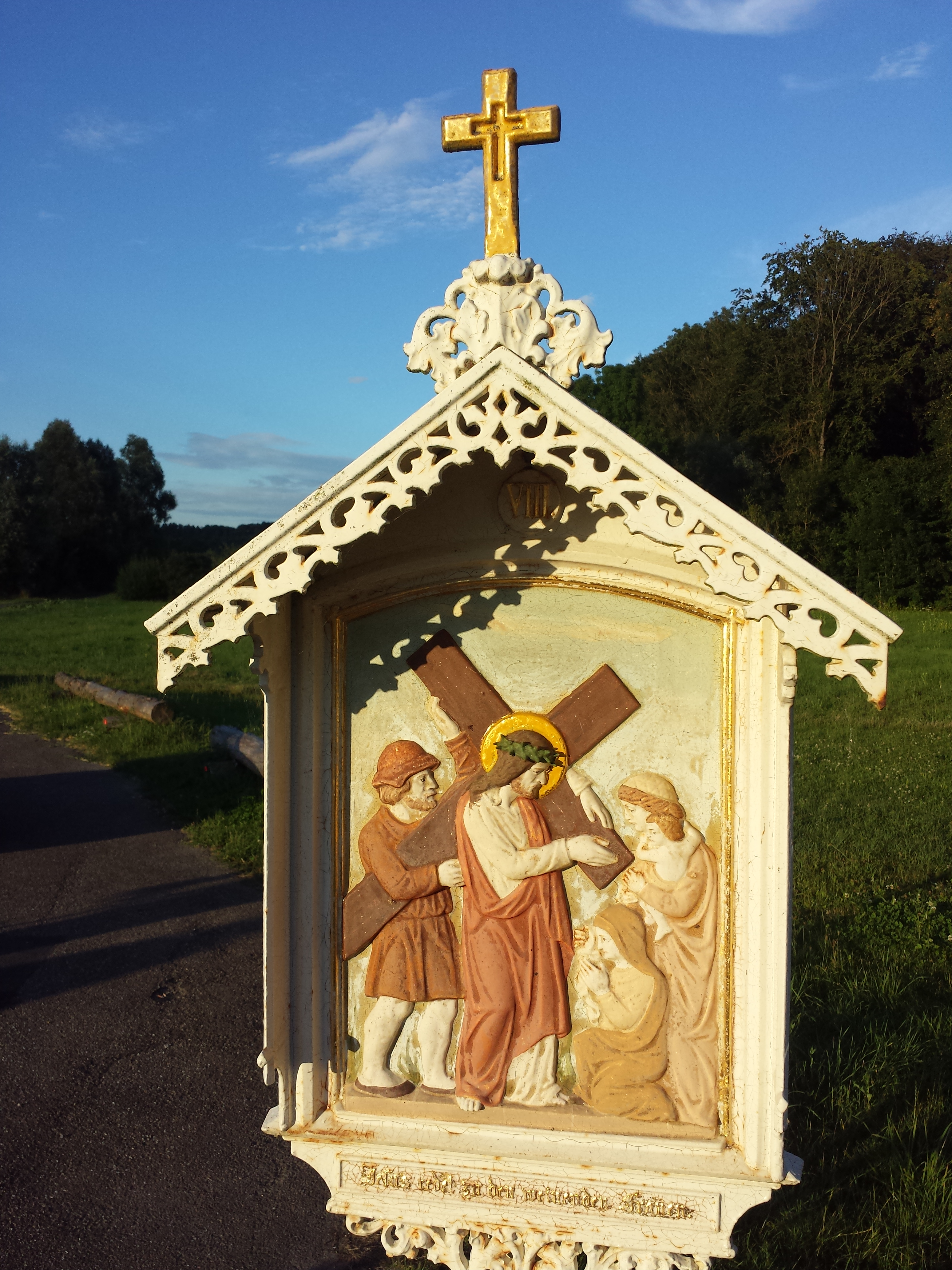
VIII. Jesus tröstet die weinenden Frauen
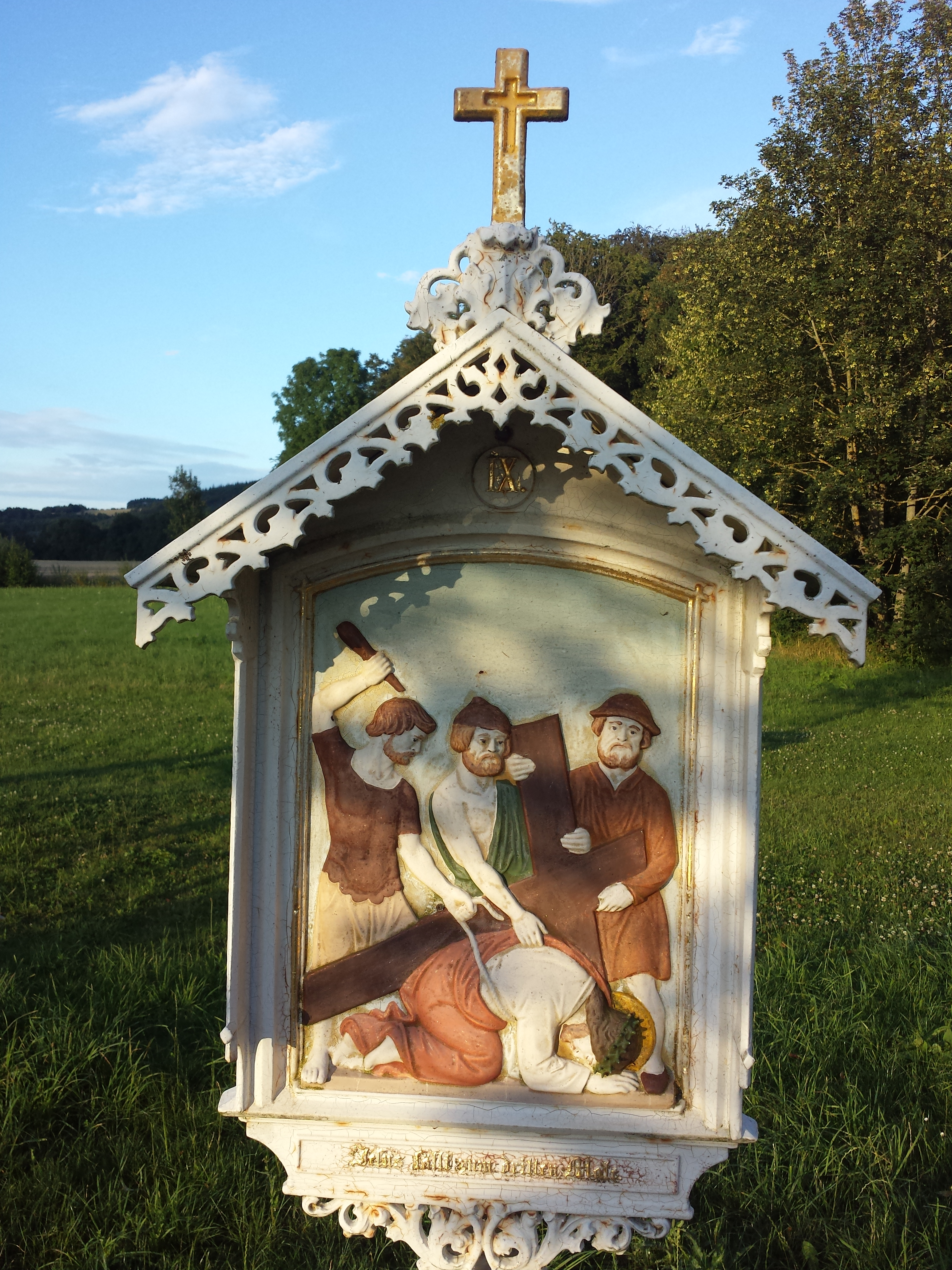
IX. Jesus fällt zum dritten Male
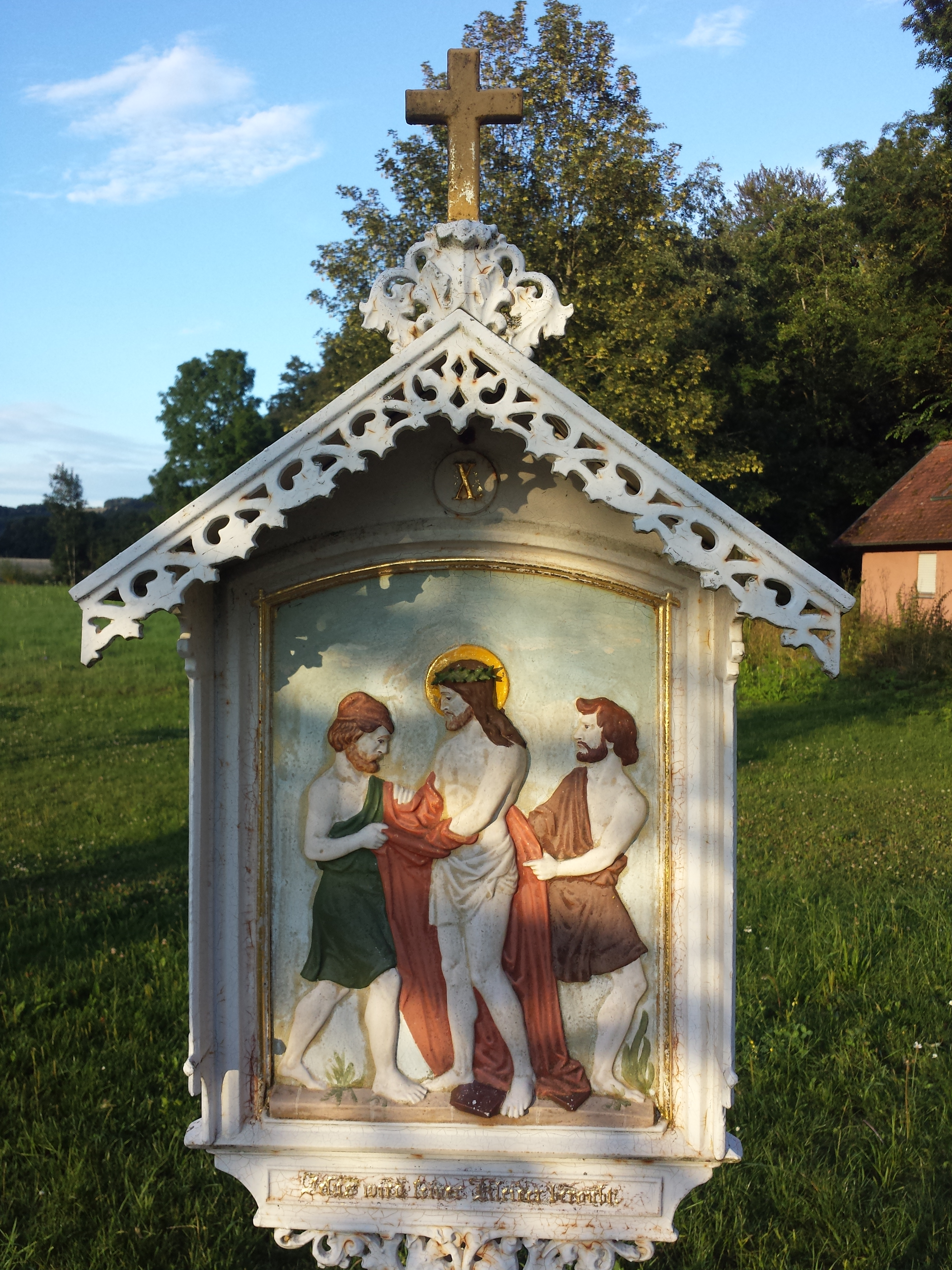
X. Jesus wird seiner Kleider beraubt
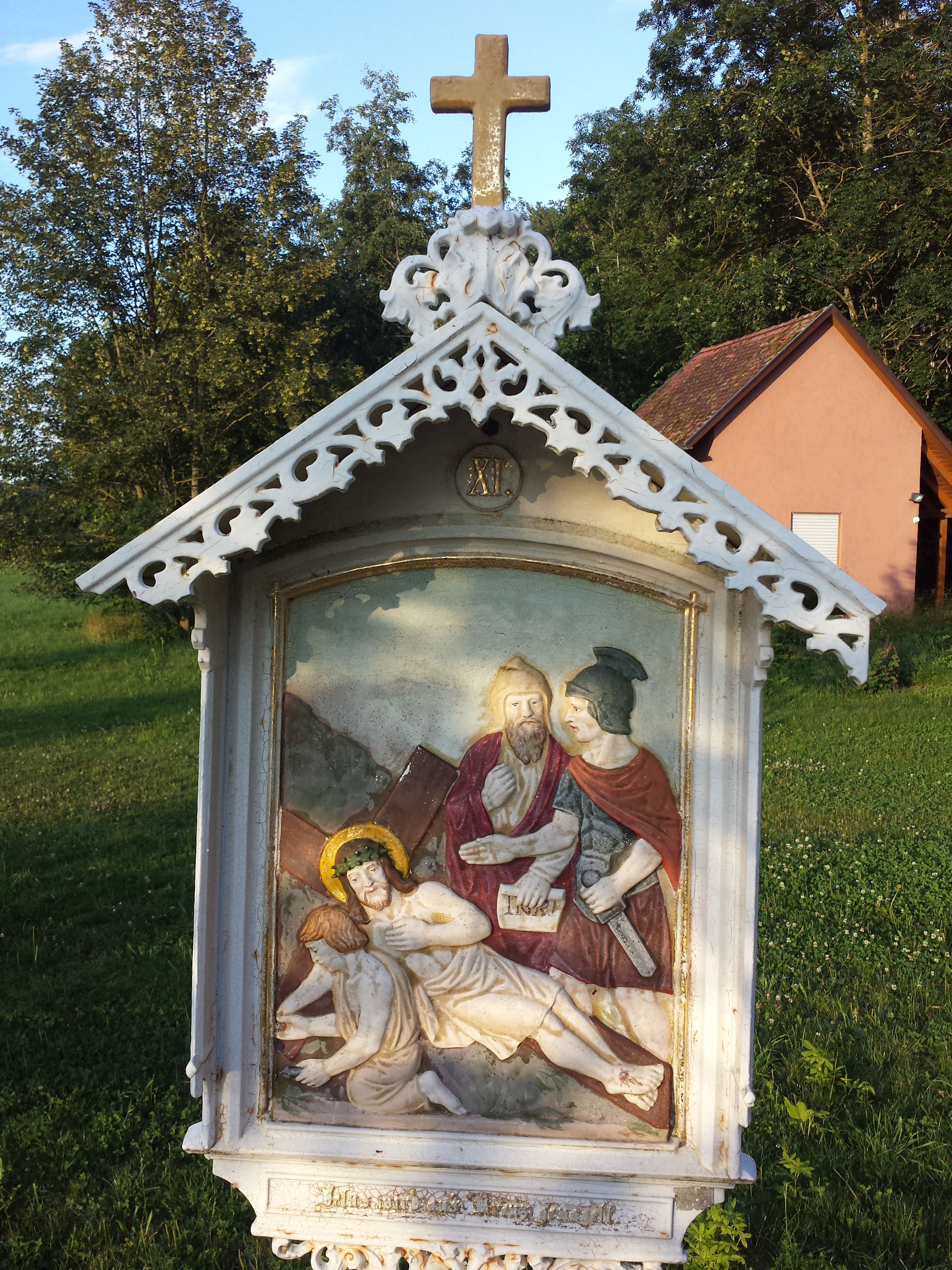
XI. Jesus wird an das Kreuz geheftet
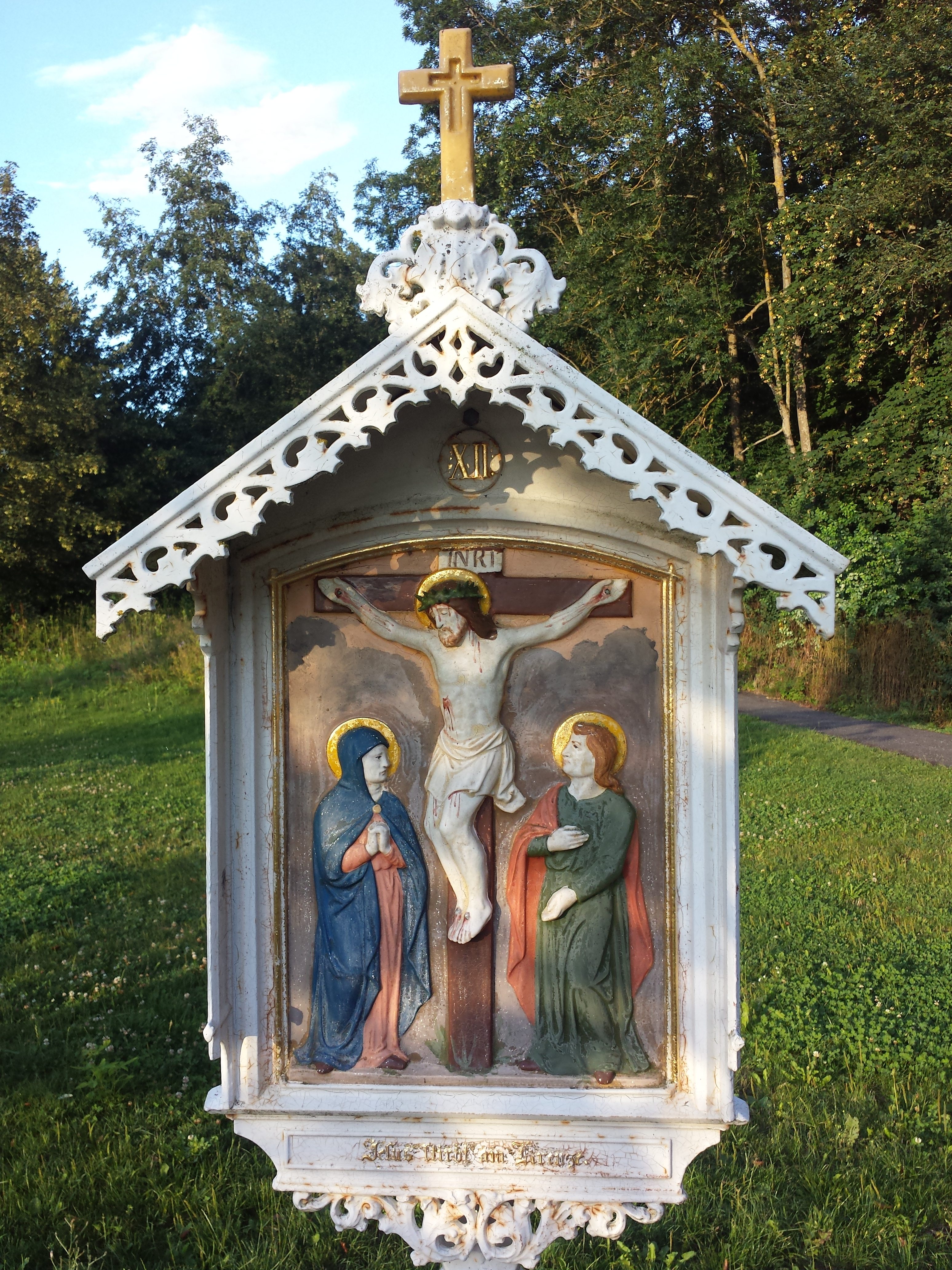
XII. Jesus stirbt am Kreuze
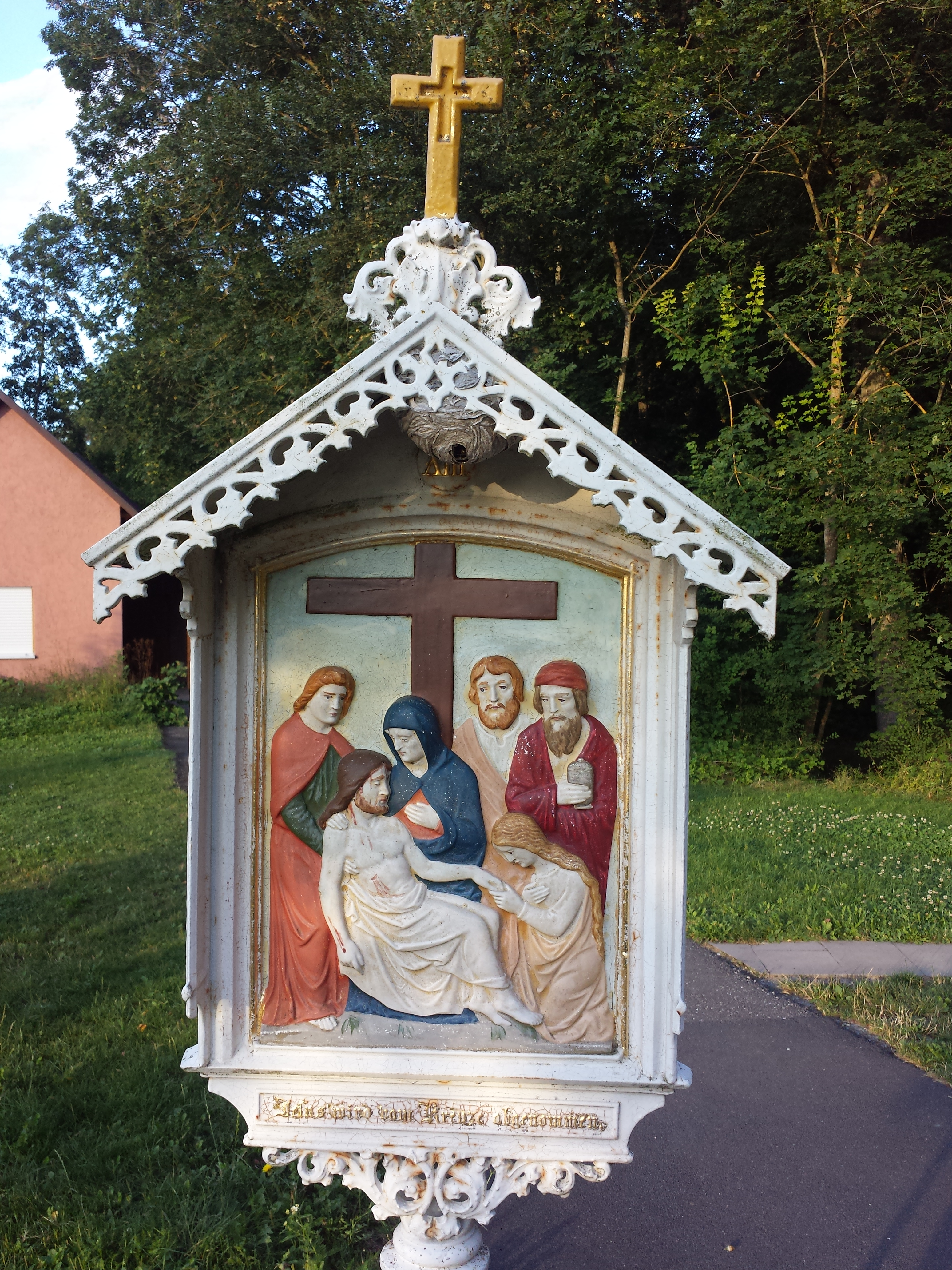
XIII. Der Leichnam Jesu wird vom Kreuze abgenommen
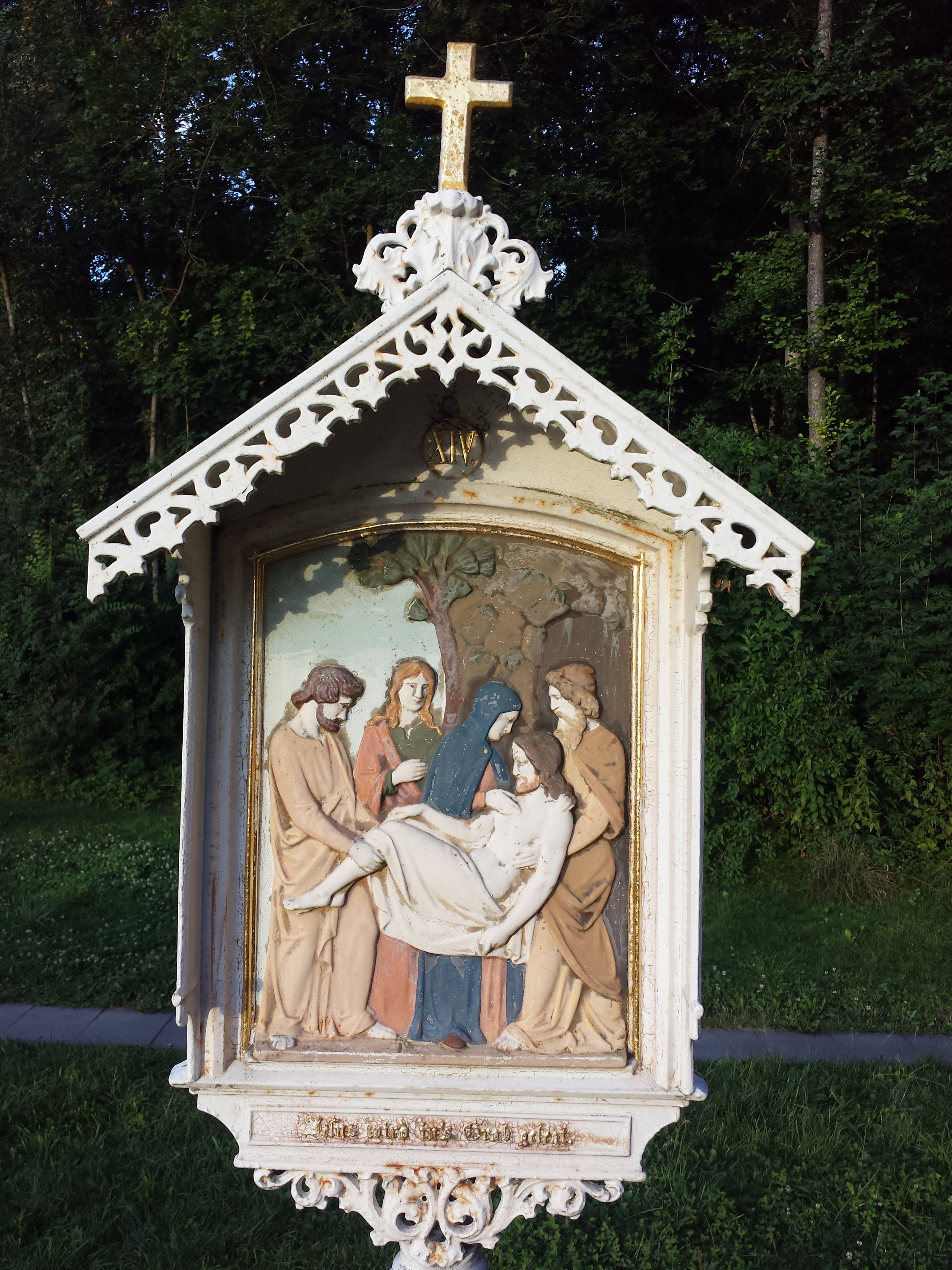
XIV. Jesus wird in das Grab gelegt

## Denkmalschutz
Der Freilandkreuzweg ist ein Kulturdenkmal der Gemeinde Werbach. Er bildet mit der Liebfrauenbrunnkapelle und einem weiteren Bildstock eine Sachgesamtheit im Denkmalbuch des Landes Baden-Württemberg.